# José María Galdeano y Mendoza
José María Galdeano y Mendoza (Lima, 7 de julio de 1782 - ib. 6 de febrero de 1863) fue un magistrado y político peruano. Fue alcalde ordinario de Lima en 1820-1821 y 1824-1825, durante los días cruciales de la guerra de Independencia del Perú. Fue también Presidente del Primer Congreso Constituyente del Perú entre 1824 y 1825; Ministro de Hacienda de 1826 a 1827; Ministro de Relaciones Exteriores en 1828; y vocal de la Corte Suprema de Justicia, cuya presidencia ejerció brevemente en 1831. Bajo la Confederación Perú-Boliviana fue ministro del Interior, de Relaciones Exteriores y de Hacienda del Estado Nor Peruano (1836-1837). Hombre rico y de mucha influencia en los inicios de la República del Perú, murió en avanzada edad.

## Biografía
Hijo de Joaquín Galdeano y Juana Margarita de Mendoza y de los Ríos. Estudió en el Real Convictorio de San Carlos y en la Universidad de San Marcos, donde se graduó de bachiller en Sagrados Cánones en 1803. Hizo su práctica forense en el estudio de Manuel Antonio de Noriega y se recibió como abogado ante la Real Audiencia de Lima el 8 de agosto de 1808.
Se enroló en la milicia como capitán del Regimiento de la Concordia; fue además caballero de la Orden de San Juan. El 7 de diciembre de 1820 fue elegido alcalde ordinario de segundo voto de Lima, junto con el Conde de San Isidro, y en tal calidad, instó al virrey Joaquín de la Pezuela a abrir negociaciones con el general José de San Martín, que avanzaba hacia Lima (en oficio dirigido al virrey, fechado en 16 de diciembre de 1820). Luego, junto con Manuel Abreu y Manuel de Llano, integró la comisión enviada por el nuevo virrey José de La Serna para conferenciar en Punchauca con los representantes de San Martín, con el propósito de acordar un armisticio (mayo de 1821).
Proclamada la independencia del Perú, Galdeano se unió al bando patriota y pasó a ejercer la docencia en la Universidad de San Marcos (1822). Elegido diputado suplente por los departamentos de Tarma y Puno, en agosto de 1823 pasó a integrar el Primer Congreso Constituyente del Perú, cuya secretaría ejerció.
Por orden de Bolívar, en septiembre de 1823 marchó a Huaraz acompañando al coronel Luis Urdaneta con la misión de entablar negociaciones con el presidente José de la Riva Agüero a fin de llegar a un acuerdo honorable, en aras de la unificación del mando patriota. Riva Agüero no aceptó, siendo apresado posteriormente por sus propios oficiales.
Finalizada su misión, Galdeano formó parte de la comisión encargada de colectar 400 000 pesos destinados para los preparativos de la campaña final de la Independencia. A fines de 1823, como miembro de la comisión diplomática del Congreso, negoció con el ministro plenipotenciario de la Gran Colombia, Joaquín Mosquera, una convención de límites que fue aprobada por el Congreso peruano, mas no por el colombiano.
Reintegrado a las labores parlamentarias, presidió el Congreso Constituyente desde el 20 de enero hasta el 10 de febrero de 1824, cuando dicha asamblea suspendió sus sesiones, para reabrirlas el 10 de febrero de 1825, nuevamente bajo su presidencia. Fue entonces cuando este Congreso prorrogó la dictadura bolivariana hasta el año siguiente, siendo facultado Bolívar para delegar el mando supremo, total o parcialmente, en las personas que tuviera a bien. Luego de un mes de funcionamiento, el Congreso se autoclausuró; había funcionado, con intervalos, de septiembre de 1822 a marzo de 1825.
Fue elegido nuevamente alcalde ordinario de Lima, esta vez de primer voto, mandato que ejerció de 3 de diciembre de 1824 a 7 de junio de 1825. 
Con el cargo de fiscal, formó parte del personal de la primera Corte Suprema del Perú, instalada el 8 de febrero de 1825 y cuyo primer presidente fue Manuel Lorenzo de Vidaurre. En septiembre del mismo año pasó a ser vocal supremo.
Junto con el presbítero José Francisco Navarrete, se encargó, en octubre de 1825, de la puesta en funcionamiento de la escuela de mujeres habilitada en el convento de la Concepción, donde se introdujo el método lancasteriano.
El 10 de octubre de 1825 fue condecorado por el Congreso con la medalla cívica con el busto de Bolívar. Actuó como fiscal en la causa seguida contra Juan de Berindoaga, vizconde de San Donás (exministro de Torre Tagle) y contra José Terón, acusados de supuesta traición; ambos fueron condenados a muerte por fusilamiento, pena que se cumplió en abril de 1826 en la Plaza de Armas de Lima, ante la complacencia de Bolívar.
Durante la dictadura de Bolívar integró el Consejo de Gobierno como ministro de Hacienda, cargo que desempeñó de 8 de mayo de 1826 a 12 de febrero de 1827. En representación de la provincia de Lima, fue uno de los sesenta y cinco diputados electos por los colegios electorales y ratificados por la Corte Suprema en 1826, que fueron convocados para aprobar la Constitución Vitalicia auspiciada por Bolívar. Sin embargo, dicho congreso se quedó en juntas preparatorias pues un grupo mayoritario de dichos diputados (entre ellos, Galdeano) decidieron no asumir sus funciones y solicitaron a Bolívar que convocara el Congreso el año siguiente.  Dicha Constitución, por instigación de Bolívar y su ministro José María Pando, fue sometida a la aprobación de los Colegios Electorales de la República y jurada el 9 de diciembre de 1826. Pero el régimen vitalicio o bolivariano finalizó poco después tras la sublevación de las tropas colombianas acantonadas en Lima y el subsiguiente levantamiento del pueblo limeño que se reunió en Cabildo Abierto (entre el 26 y 27 de febrero de 1827).
En el gobierno de José de La Mar, fue ministro de Relaciones Exteriores, de 19 a 26 de mayo de 1828. 
El 9 de mayo de 1831 asumió la presidencia de la Corte Suprema. Pero poco después, se produjo una reforma judicial y se dio el decreto de 24 de agosto de 1831, que declaró vacante su cargo de vocal, ante lo cual dejó sentada su protesta, junto con otros magistrados afectados. Posteriormente, fue designado decano del Colegio de Abogados de Lima y fiscal del Tribunal de los Siete Jueces (1835).
Durante el gobierno de la Confederación Perú-Boliviana fue ministro del Interior del Estado Nor Peruano (1836), ministerio que abarcaba los ramos de Justicia, Negocios Eclesiásticos y Educación Pública. Luego fue sucesivamente ministro de Relaciones Exteriores y ministro de Hacienda (1837).
En 1838 fue nuevamente nombrado vocal de la Corte Suprema, pero pidió su cese para ejercer la presidencia del Tribunal de los Siete Jueces. Y finalmente, fue vicepresidente del Consejo de Estado, durante el gobierno del Directorio encabezado por el general Manuel Ignacio de Vivanco en 1843.